# Шарлийн Ий
Шарлийн Аманда Ий (на английски: Charlyne Amanda Yi, родена на 4 януари 1986 г.) е американска актриса.

## Кариера
Ий играе ролята на д-р Чи Парк в последния сезон на сериала „Д-р Хаус“. Озвучава Клоуи Парк в „Ние, мечоците“, както и всички рубини в „Стивън Вселенски“ по Cartoon Network.

## Личен живот
Ий е с небинарен пол.